# Son (thực vật)
Son (danh pháp hai phần: Pittosporum tobira) còn có tên là hắc châu son hay hải đồng là một loài thực vật cây gỗ có hoa thuộc Họ Khuy áo.
Bản địa của cây son vốn ở Nhật Bản nhưng nay được trồng làm cây cảnh ở nhiều nơi trên thế giới.
Cây son thường có dạng lùm bụi nhưng có thể mọc cao đến vài mét với dáng một cây mộc nhỏ. Son có thể xén tỉa làm giậu.

## Hình dáng

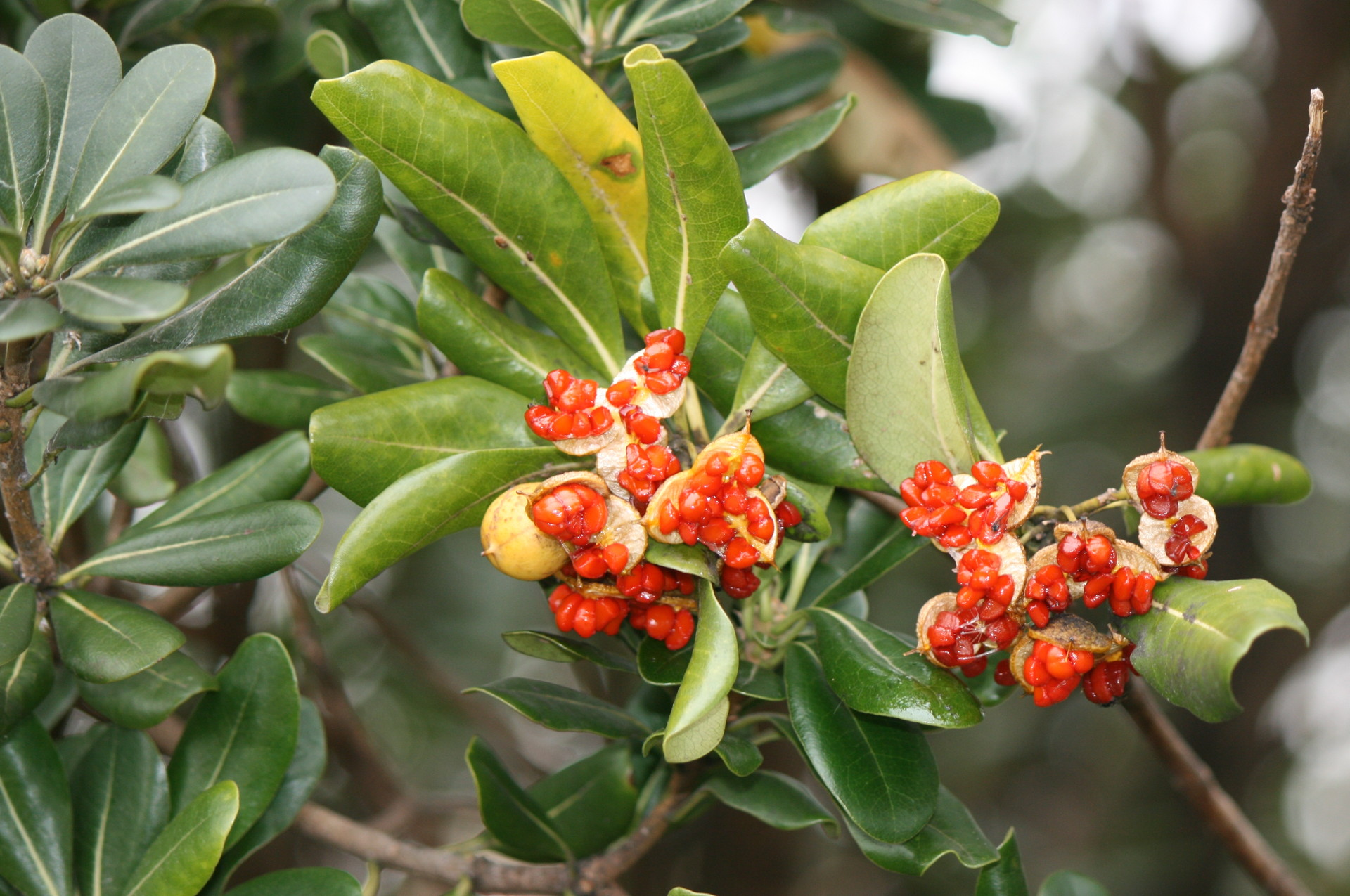
Trái và hột son

Lá son hình bầu dục, dài đến 10 cm. Rìa lá cụp xuống. Mặt lá láng, dày bản. Mặt trên đậm hơn mặt dưới.
Hoa mọc thành ngù ở đầu cành, có hương thơm. Hoa son có năm cánh, dài khoảng 1 cm, sắc trắng, có khi ngả màu vàng.
Trái son có vỏ cứng phủ lông tơ. Mỗi trái có ba múi, trong có hột màu đỏ thẫm hoặc đen lẫn với thịt dính chất sáp.

## Sử dụng
Vỏ trái son được dùng trong y học cổ truyền trị kiết lỵ.